# Feijo Sickinghe (1546-1579)

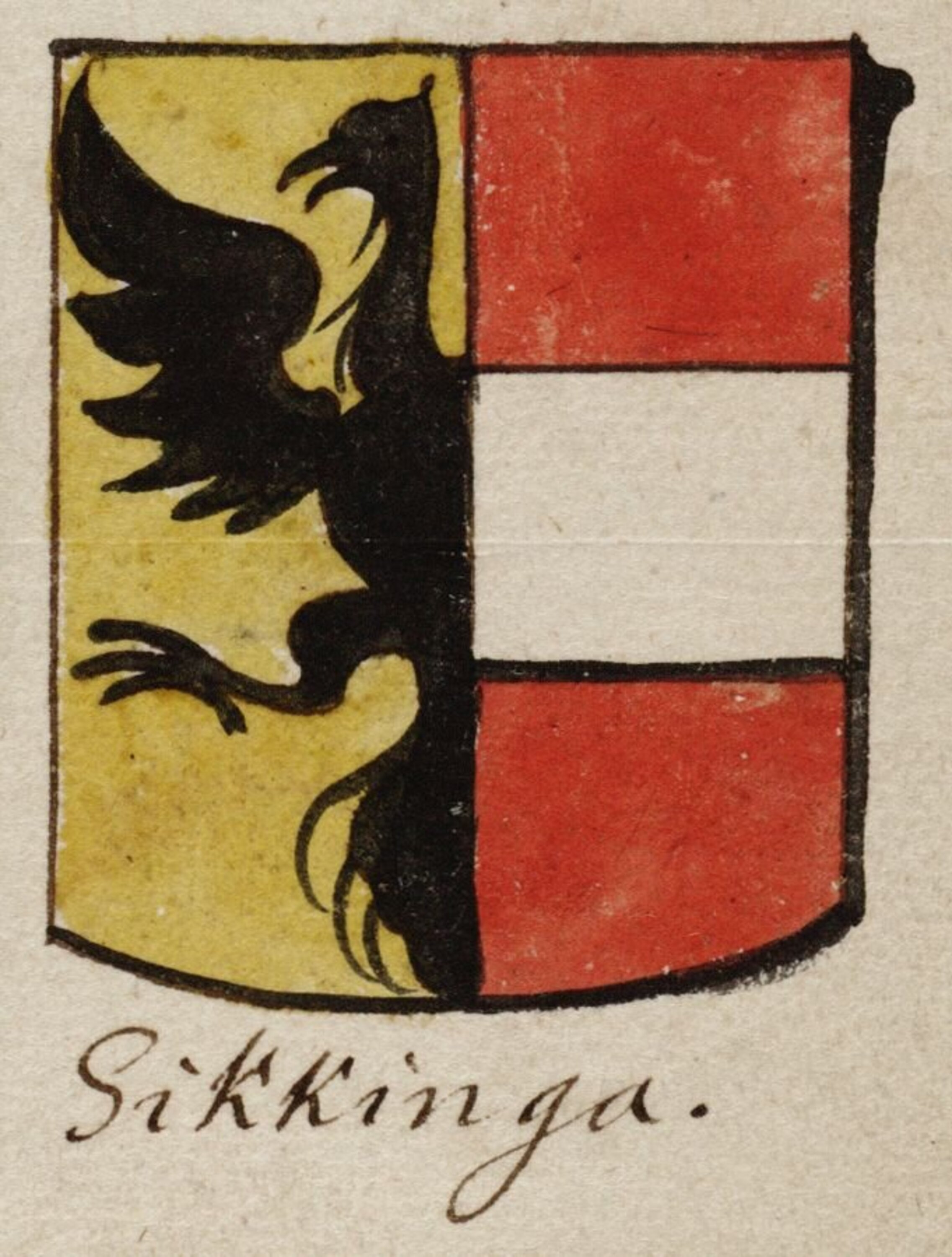
Wapen van het geslacht Sickinghe (Sikkinga)

Jonker Feijo II Sickinghe (1546 – 24 mei 1579) was een Nederlands landedelman, politicus en heer van de Warffumborg. Hij was vertegenwoordiger van de Ommelanden tijdens de Tachtigjarige Oorlog. Hij maakte deel uit van de Ommelander gezantschappen in 1570 naar stadhouder Karel van Brimeu en de centrale regering te Brussel in 1576. In 1577 speelde hij een belangrijke rol bij de vorming van burgerwachten in de Ommelanden, met als doel weerstand te bieden tegen de troepen van Bartholt Entens van Mentheda. Een jaar later was hij betrokken bij de onafhankelijke aansluiting van de Ommelanden bij de Unie van Utrecht. Als gevolg hiervan werden hij en zijn broer Harmen Sickinghe door de stad Groningen gevangen genomen. 
Feijo was de vader van Johan Sickinghe (1576-1652), een zeer vermogend en invloedrijk landedelman in Noord-Groningen. 

## Familie en studies

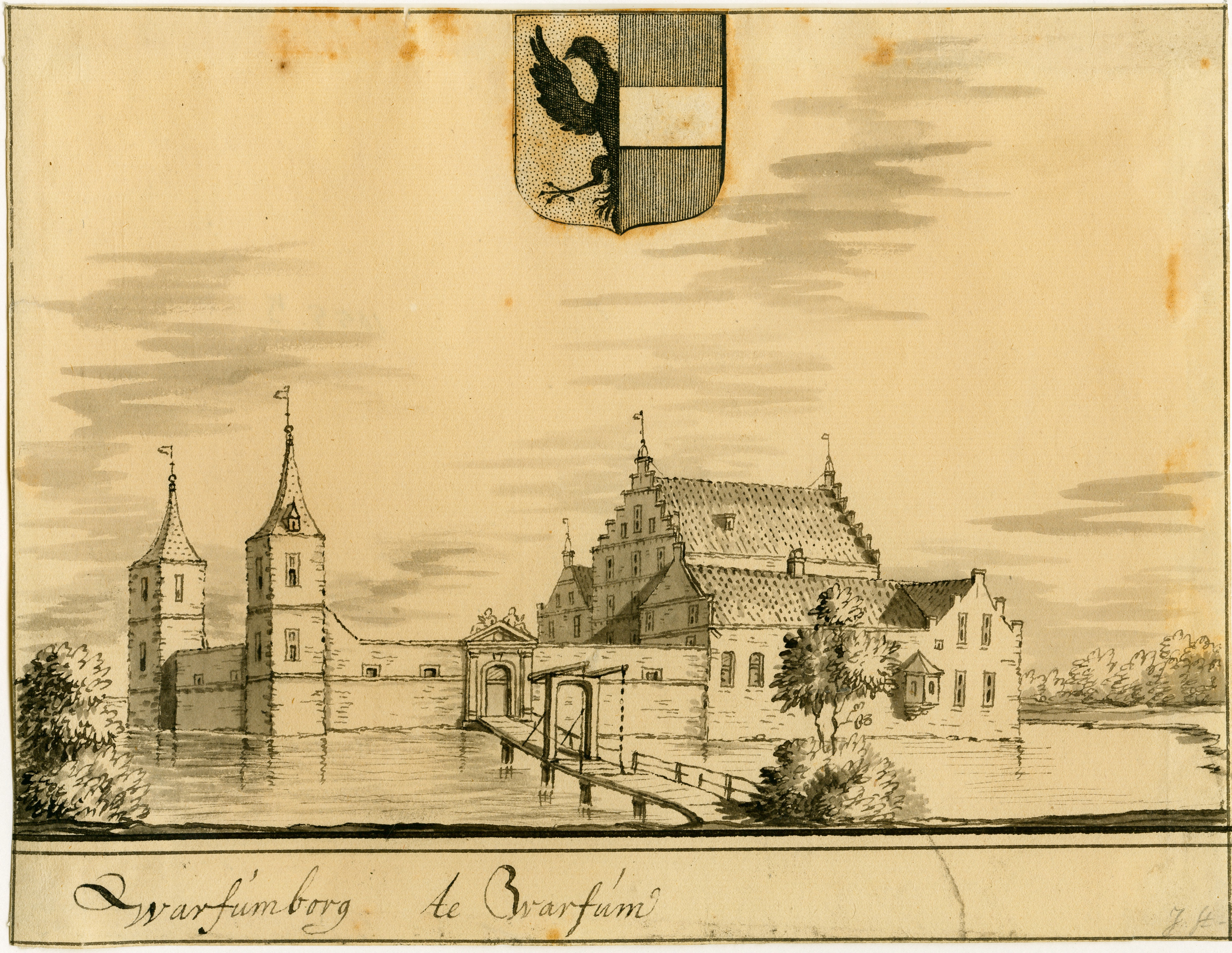
De Warffumborg, ook wel Sickingheburg genaamd.

Sickinghe, telg uit het oud adellijke geslacht Sickinghe, werd geboren als zoon van dr. Johan Sickinghe (1495-1572), landedelman en burgemeester van Groningen. Zijn vader was was een geleerd man en gold als een machtige figuur in de Stad en de Ommelanden. Feijo was een kleinzoon van ridder Peter Sickinghe (1455-1532), eveneens burgemeester van Groningen en een beroemd staatsman vanwege zijn rol in de Saksische Vete. Na de dood van zijn ouders viel Feijo de Warffumborg ten deel. Hij betaalde destijds 3000 Emder gulden voor de 'Asingeheerd' en andere goederen met bijbehorende rechten in de rechtstoel Warffum en Breede. 
Zijn broer Harmen Sickinghe (ca. 1540 - vóór 1606) was een Ommelander landedelman, lid der Staten-Generaal, tresorier-generaal en speciaal gedeputeerde voor de Groningse Ommelanden. Zijn broer Pieter Sickinghe (†1578) was heer van Zuidwolde en borg Beyum, olderman, drossaard en kapitein van de Friese stad Harlingen en grietman van de Friese grietenij Barradeel. Ook Pieter was politiek vertegenwoordiger van de Groningse Ommelanden; hij tekende voor de Unie van Brussel op 9 januari 1577.
Feijo Sickinghe was de vader van Johan Sickinghe (1576-1652), een zeer vermogend en invloedrijk landedelman in Noord-Groningen, en de grootvader van Feio Sickinghe (1610-1666), jonckheer, landedelman en politicus.
Sickinghe studeerde aan de Universiteit van Bazel (1563), aan de Ruprecht-Karls-universiteit van Heidelberg (1563) en rechten aan de Universiteit van Padua.

## Als vertegenwoordiger van de Ommelanden

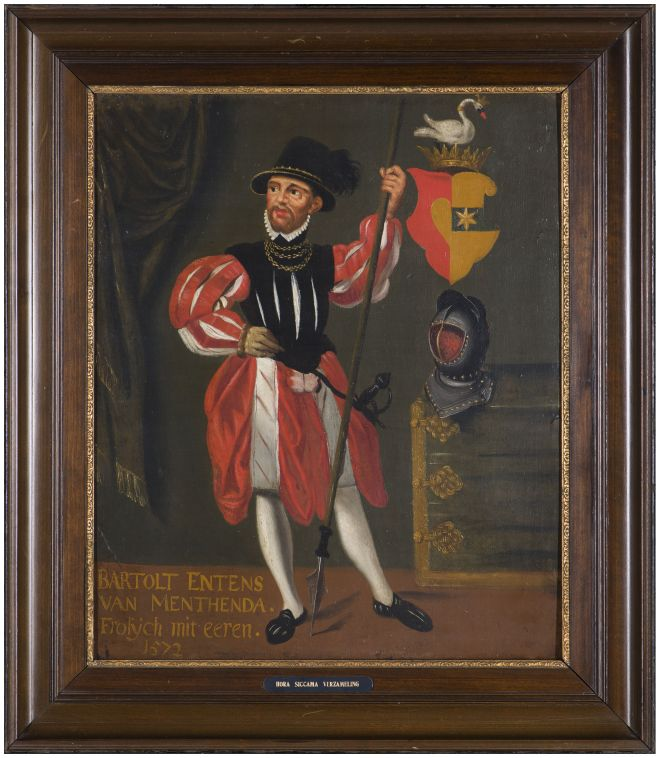
De luitenant Bartolt Entens van Mentheda

Tijdens de Tachtigjarige Oorlog kwamen de Ommelanden in opstand tegen het Spaanse Rijk onder Filips II van Spanje. De Ommelanden hadden destijds een complexe positie in het conflict. Formeel waren zij onderworpen aan de Spaanse Kroon maar van oudsher kende het gebied een grote mate van autonomie en zelfbestuur. De stad Groningen volgde een Spaans gezinde koers, terwijl de Ommelanden neigden naar steun voor de Nederlandse opstand. Bartholt Entens van Mentheda, luitenant-kapitein en aanvoerder van de watergeuzen werd in 1576 door Willem van Oranje teruggezonden naar zijn geboortestreek Groningen. Op 12 mei 1576 landde hij in Dongeradeel met zeker 600 man. Hij hoopte, eenmaal op het vaste land, dat de lokale bevolking zich bij hem zou aansluiten. De stad Groningen, die spaansgezind waren, zond snel haar kolonel richting de troepen van Van Mentheda. De lokale edelen namen maatregelen om hun gebieden te beschermen. Vier commissarissen kochten 1000 geweren voor de bevolking. De broer van Feijo, Harmen Sickinghe, stond samen met Christoffer van Ewsum en Ezard Rengers garant voor deze aankoop. De Stad droeg de Ommelanders op om zeker 1000 gulden extra te betalen voor de soldaten van de Koning. Dit bedrag werd geeist van de onwillige kloosters, jonkers, edelen en andere rijke inwoners. Men moest desnoods gedwongen worden om het bedrag te betalen. De Ommelanden antwoordden dat dit niet haalbaar was en protesteerde hevig. Als onderdeel van dat protest zonden zij hun gezanten naar het hof in Brussel. Sickinghe was onderdeel van het gezantschap dat in juni 1576 richting het zuiden trok.

### Medeoprichter van de burgerwachten
Even later kregen alle inwoners van de Ommelanden de opdracht om zich te bewapenen. Men moest zich met zijn 'beste harnas en wapens' uitrusten. Deden zij dit niet, dan werden zij met honderd gulden beboet en konden andere sancties volgen. De inwoners werden verantwoordelijk gesteld voor de verdediging van deze landen, en waar zij in gebreken bleven, werden zij gestraft. De adel en grootgrondbezitters bleken niet in staat om het mandaat noch de zaak tegen te houden. Men ging over tot bewapening en al snel werden lokale milities opgericht. Sickinghe werd samen met Aylco Unsta en Johan Rengers aangesteld als commissaris. Zij waren verantwoordelijk voor de organisatie van de vendels (compagnieën) in onder andere Loppersum, Stedum, 't Zandt, Appingedam en Farmsum. 

### Gevangengenomen door de stad Groningen

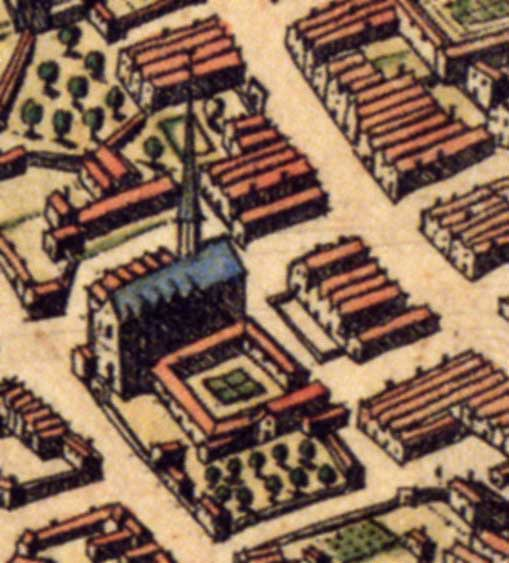
Het Minderbroedersklooster op een stadsplattegrond uit 1575

De Ommelanden wilden bij het vormen van de Unie van Utrecht niet samen één geheel met de stad Groningen vormen, maar zich apart als eigen provincie binnen die bredere Unie en onder de Staten-Generaal plaatsen. Dit leidde tot veel frictie tussen Stad en Ommelanden. Op een landdag georganiseerd in het Minderbroedersklooster werden 21 edelen en vertegenwoordigers van de Ommelanden bij totale verassing opgesloten en gearresteerd. De poorten van de Stad werden gesloten en de edelen werden 's avonds in hun herbergen opgesloten en bewaakt. Feijo Sickinghe en zijn broer Harmen waren twee van deze gevangengenomen edelen. De volgende dag werden ze vanuit hun herberg naar de Sint-Maartenstoren in het Westendorphuis gebracht en gevangen gezet. Ze werden door de bestuurders van de Stad bestempeld als landdieven, verraders, oproermakers en koningsvijanden. Enige tijd later werden Feijo, zijn broer Harmen, Onno Tamminga, Claes van Burmania, Johan van Starkenborgh en Hepcko Fockens vastgezet in het ouderlijk huis van de Sickinghes. Niemand had toestemming om hen te zien of bezoeken, ook geen eigen bedienden of echtgenoten. Zij werden geacht zelf de tafel te dekken en zichzelf te bedienen. De bewakers stonden zo dichtbij dat het hen onmogelijk was vrijuit te spreken met huisgenoten. Ook werd het hen verboden in het Frans of Latijn te converseren. Daar bovenop moesten zij de bewakers (schildwachten) vaak zelf voorzien van bier, geld, turf en kaarsen. De gevangen prelaten werden in sloten en ketenen door de Stad gevoerd en moesten over de markt door de dikste mesthopen lopen. De Staten der Ommelanden protesteerde direct bij het Hof en de Generale Staten zonden Filips van Marnix van Sint-Aldegonde en Dr. Nicasius de Sille naar Groningen. Zij waren de eerste waar de gevangengenomen Ommelander heren weer mee mochten spreken. 

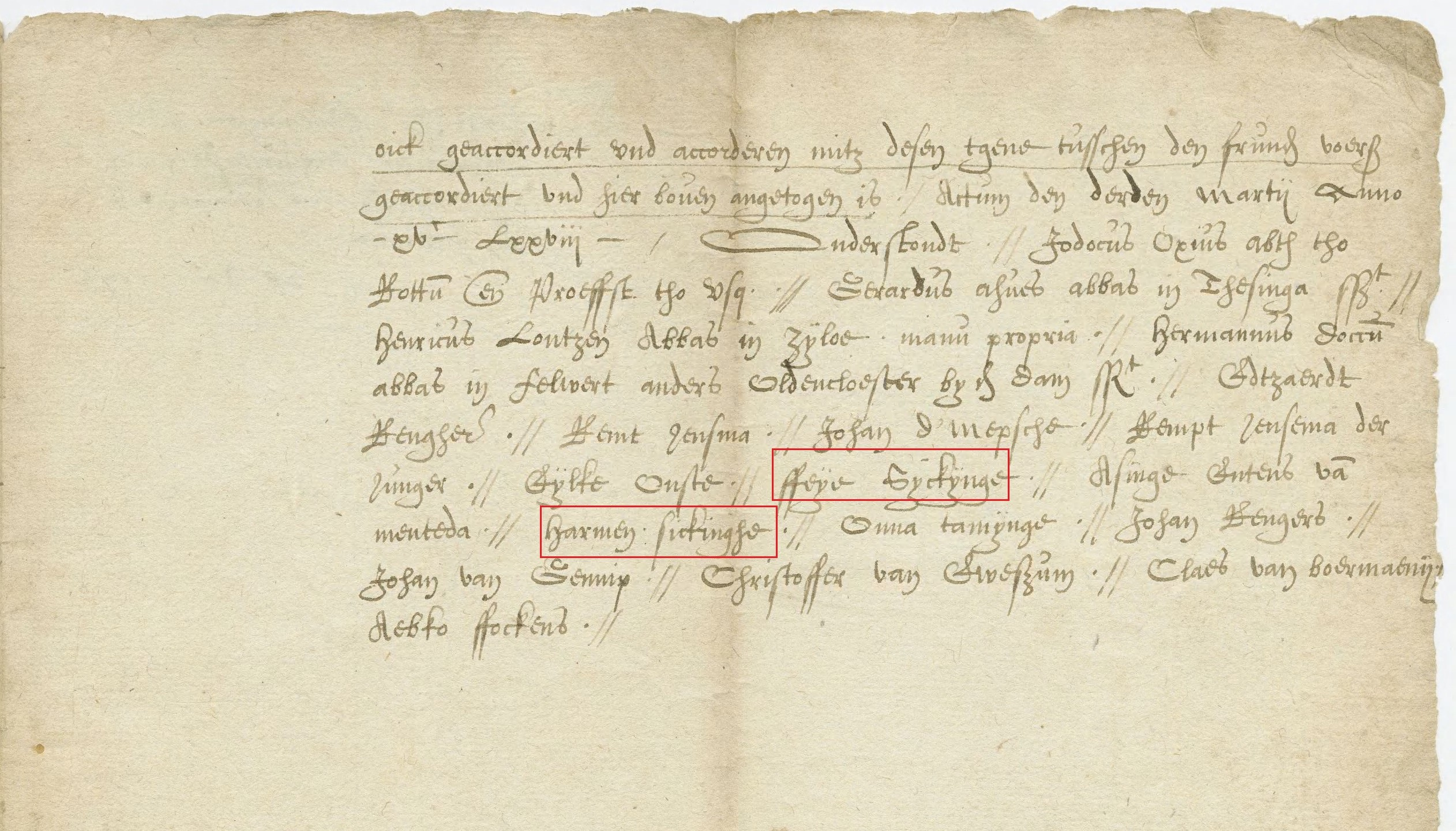
De handtekeningen van de gevangengenomen Ommelander edelen (de broers Harmen en Feijo Sickinghe in rood uitgelicht) op de overeenkomst van vrijlating onder voorwaarden opgesteld door de stad Groningen, 1578

De onderhandelingen en bemoeienis van onder andere de Geheime Raad van de Koning bleken vruchteloos. Na lange tijd verklaarde de Stad zich bereid om de heren, tegen een aantal voorwaarden, vrij te laten. Een van deze voorwaarden was dat de heren beperkte bewegingsvrijheid binnen de Stad werd verleend. Een aantal Ommelander heren, waaronder de broers Sickinghe, gingen akkoord. Tussen 15 en 17 september 1578 zagen de Ommelander heren echter hun kans schoon om te definitief aan de Stad te ontsnappen. Feijo en Harmen ontvluchtte de Stad, verborgen op een wagen, tussen twaalf en drie 's middags. De gevluchte heren hadden afgesproken om zich te Kollum te verenigen. De Stad was razend van woede. 
De Ommelanden zouden zich uiteindelijk apart bij de Unie van Utrecht (en dus de opstand tegen het Spaanse bewind) aansluiten. De stad Groningen bleef aan Spaanse zijde. Pas bij de Reductie van Groningen in 1594 werden de Ommelanden met de Stad samengevoegd tot de provincie Stad en Lande. 

## Overlijden
Feijo schoot zichzelf bij een noodlottig ongeval op 33-jarige leeftijd per ongeluk dood. Christoffer van Ewsum schreef op 3 juni 1579 een brief aan de Ommelander syndicus Hieronymus Verrutius over het voorval. Hij schreef:
Schlieszlich kan ich E. Hoch. ausz betrauben gemuedth nit verhalten wie der Edelfesten Feijo Sickinghe (Sijckingha) sich selbz durch ein Ungeluck den 24 verflossenerr Montaz Maij zur Doit arschossen, wahrdurch wir alsampt hertzlich betraubt.

## Tragisch ongeluk
Op 19 juni 1582 keerde Jochum Ubbens en syndicus Johan van de Wout terug in de stad Groningen. Zij kwamen terug met een groot aantal bullen, brieven en privileges en vrijheden; vastgelegd in Lissabon. De heren werden door vijftig ruiters en twee groepen burgers verwelkomd. Toen Ubbens echter om een uur of acht 's avonds de Stad binnenreed, werd het huis van Egbert Alberda door kinderen in brand gestoken met een buskruitlading. Het huis was het verblijf van Caspar de Robles geweest. Tussen 1574-1576 was De Robles, ook wel Billy genaamd, stadhouder van de Stad geweest. Hij had in en rondom het huis vele gevangenen gemarteld en onthoofd. De opblazing van het huis leek wel een triomf voor de Stad, een bevrijding van de grootste tirannie en bezetting die de burgers hadden gekend. Toen de kinderen hoorde dat Ubbens zou worden onthaald, ontstaken zij zonder enige voorzichtigheid vuren in de straten. 
Bij de explosie kwamen vijftien mensen om het leven. Hieronder Jochum Ubben's eigen zoon en de zoon van Feijo Sickinghe. Ook de kinderen van Egbert Alberda en zijn vrouw, zij waren zelf niet thuis, kwamen om het leven. Het huis was volledig verwoest en vernietigd door de explosie. 